# 城巴72S線
港島市區巴士路線72S ，由城巴營辦，由銅鑼灣（摩頓台）單向開往華貴邨，其行車路線與72線相同，主要方便香港仔、田灣及華貴邨居民於元旦日凌晨遊玩完畢後以更直接的路線返回居所，而不必乘搭需繞經前黃竹坑邨一帶及香港仔內街的N72線。2023年，72S亦有特別班次配合新巴結業。

## 歷史
- 1993年12月25日：72S線投入服務，只於農曆年初一、聖誕節及元旦凌晨提供服務。
- 不詳：改為只在農曆年初一凌晨提供服務。
- 2000年2月5日：該次服務的銅鑼灣總站設於高士威道西行。[1]
- 不詳：增設農曆年廿九及三十凌晨之服務。
- 2003年12月25日：恢復聖誕節及元旦日凌晨之服務。
- 2004年9月29日：增設中秋節翌日凌晨之服務。
- 2006年1月28日：取消農曆年廿九及三十凌晨之服務。
- 2009年及2010年：該兩年再次於農曆除夕凌晨提供服務。
- 2012年10月1日：中秋節翌日、聖誕節及元旦日凌晨的服務改為單向由銅鑼灣（摩頓台）開往華貴邨。
- 2013年：最後一次於中秋節翌日及聖誕節凌晨提供服務。
- 2014年1月31日：全面改為單向服務。
- 2016年2月8日：最後一次於農曆年初一凌晨提供服務。
- 2017年1月1日：增停黃竹坑道「業興街」站。[2]
- 2021年及2022年1月1日：受新型冠狀病毒肺炎疫情影響，連續兩年元旦日凌晨沒有提供服務。
- 2023年7月1日:為疏導乘搭新巴終極尾班車的乘客，城巴再次提供72S之服務

## 服務時間及班次
2020年1月1日（元旦日）
- 由銅鑼灣（摩頓台）開出：00:45 - 03:00（15至20分鐘一班）

Template:ETA

## 收費
| 路程／登車站 | 收費 |
| ------------ | ---- |
| 全程收費     | $7.6 |

| - 本線設有12歲以下小童及65歲或以上長者半價優惠。 - 65歲或以上香港居民使用「樂悠咭」，以及12歲以下合資格殘疾兒童使用「殘疾人士身份」個人八達通繳付車資，均可享有每程$2.0或半價（以較低者為準）的票價優惠；12至64歲合資格殘疾人士使用「殘疾人士身份」個人八達通（包括「樂悠咭」），以及60至64歲香港居民使用「樂悠咭」繳付車資，均可享有每程$2.0或全費（以較低者為準）的票價優惠。 - 65歲或以上長者如使用長者或一般個人八達通繳付車資，則只可享有半價優惠；12至64歲合資格殘疾人士如不使用「殘疾人士身份」個人八達通，以及60至64歲人士如不使用「樂悠咭」繳付車資，必須繳付全費。 - 乘客可以現金或八達通於上車時付款，不設找續。 - 每位成人乘客可免費攜帶最多兩名4歲以下而不佔座位的兒童乘客乘車，超額之4歲以下小童必須繳付小童車費乘車。 - 九龍巴士、城巴及龍運巴士全職員工及家屬（不包括外判職員）可免費乘搭本路線，惟必須拍職員或職員家屬八達通。 - 乘客亦可使用AlipayHK「易乘碼」、支付寶、WeChatHK／微信支付「搭車碼」、銀聯雲閃付「乘車碼」及BOC Pay「乘車碼」、具有感應式支付功能的VISA、Mastercard及銀聯卡，以及Apple Pay、Google Pay及Samsung Pay流動支付平台繳付車資。使用此支付方式的乘客可享有中途下車之分段收費，以及與其他城巴獨營路線或聯營線城巴班次之轉乘優惠，惟不適用於與非城巴路線之轉乘優惠。乘客亦不能享有「公共交通費用補貼計劃」及「長者及合資格殘疾人士公共交通票價優惠計劃」。 - 此路線不設分段收費。 |

## 沿線車站
72S
| 銅鑼灣（摩頓臺）開 |                    |                          |
| 序號               | 車站名稱           | 位置                     |
| 1                  | 銅鑼灣（摩頓臺）   | 銅鑼灣（摩頓台）巴士總站 |
| 2                  | 希慎廣場           | 軒尼詩道                 |
| 3                  | 堅拿道巴士專用線   | 堅拿道巴士專用線         |
| 4                  | 跑馬地馬場         | 摩理臣山道               |
| 5                  | 香港仔隧道收費廣場 | 黃竹坑道                 |
| 6                  | 黃竹坑遊樂場       | 黃竹坑道                 |
| 7                  | 南朗山道           | 黃竹坑道                 |
| 8                  | 勝利工廠大廈       | 黃竹坑道                 |
| 9                  | 逸港居             | 香港仔海旁道             |
| 10                 | 香港仔海濱公園     | 香港仔海旁道             |
| 11                 | 香港仔魚類批發市場 | 香港仔海旁道             |
| 12                 | 興偉工業中心       | 田灣海旁道               |
| 13                 | 牛奶公司冰廠及冷房 | 田灣海旁道               |
| 14                 | 華貴邨             | 華貴邨巴士總站           |

## 服務時間及班次
2020年1月1日（元旦日）
- 由銅鑼灣（摩頓台）開出：00:45 - 03:00（15至20分鐘一班）

## 外部連結
城巴新巴官方路線資料：Wah_Kwai_Estate（純文字版）